# باریکه کورینس

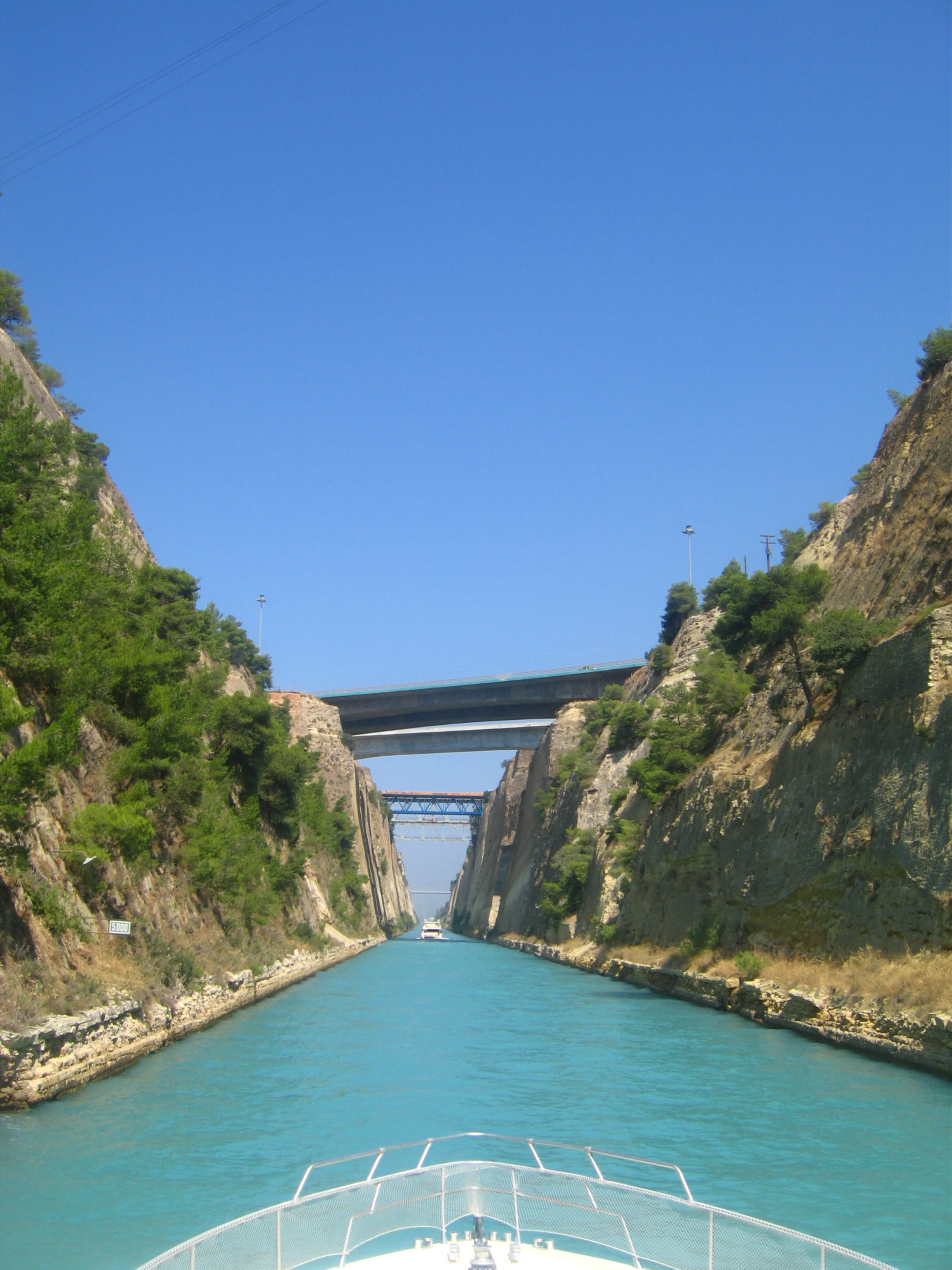
گذر از باریکه کورینس از راه کانال کورینس

باریکه کورینس (به یونانی: Ισθμός της Κορίνθου) یک باریکه خاکی باریک است که در نزدیکی شهر کورینتوس شبه‌جزیره پلوپونز را به سرزمین اصلی یونان متصل می‌کند. خلیج کورنیس در شرق این باریکه و خلیج سارونیک در غرب آن قرار دارد. در سال ۱۸۹۳ با ایجاد کانال کورینس به طول ۶٫۳ کیلومتر در عرض این باریکه، شبه‌جزیره پلوپونز عملاً تبدیل به یک جزیره شده‌است.